# Casa al carrer del Mar, 31 (Sant Pol de Mar)
La Casa al carrer del Mar, 31 és un edifici de Sant Pol de Mar (Maresme) inclòs a l'Inventari del Patrimoni Arquitectònic de Catalunya.

## Descripció
Es tracta d'una casa entre mitgeres longitudinals de càrrega, de tres pisos i porxo a la planta baixa, que comunica amb l'eixida posterior. La façana principal, orientada cap al mar, amb murs arrebossats i pintats de blanc, es caracteritza per la utilització de línies rectes i pel joc de plans superposats. El pla de la façana es fragmenta amb d'altres mitjançant les obertures del porxo, dels terrats, i mitjançant el sobresortint dels dos balcons i d'una finestra. La utilització de formes quadrades i del joc asimètrics i d'oposats que se'n fa d'aquestes formes rectes, més la utilització de materials moderns (alumini), fa que aquesta construcció participi d'una arquitectura avantguardista promulgada els anys 20 i 30 que compagina tradició i modernitat.